# مراد بیکمائف
مراد رِفقَتُویچ بیکمائف (زاده ۱ ژانویهٔ ۱۹۸۶) بازیکن فوتبال اهل ازبکستان است.
از باشگاه‌هایی که در آن بازی کرده‌است می‌توان به پاختاکور تاشکند، کریلیا سووتوف، روبین کازان، اسپارتاک نالچیک، آکتوبه و لوکوموتیو تاشکند اشاره کرد.
وی همچنین در تیم ملی فوتبال ازبکستان بازی کرده‌است.

## گلهای ملی
| تعداد | تاریخ          | میزبان                                   | رقیب      | گل زده | نهایی | رقابت                                                 |
| ----- | -------------- | ---------------------------------------- | --------- | ------ | ----- | ----------------------------------------------------- |
| ۱     | ۸ سپتامبر ۲۰۰۴ | ورزشگاه احمد بن علی، الریان، قطر         | فلسطین    | ۰–۳    | ۰–۳   | مرحله مقدماتی جام جهانی ۲۰۰۶- گروه ۲ مرحله دوم (آسیا) |
| ۲     | ۲۳ ژوئیه ۲۰۱۱  | ورزشگاه مرکزی پاختاکور، تاشکند، ازبکستان | قرقیزستان | ۰-۲    | ۰–۴   | مسابقات انتخابی جام جهانی ۲۰۱۴ - دور دوم (آسیا)       |
| ۳     | ۲۴ ژوئیه ۲۰۱۶  | ورزشگاه ملی (ازبکستان), تاشکند، ازبکستان | عراق      | ۰-۱    | ۱–۲   | بازی دوستانه                                          |
| ۴     | ۱۱ اکتبر ۲۰۱۶  | ورزشگاه ملی (ازبکستان), تاشکند، ازبکستان | چین       | ۰-۱    | ۰–۲   | مقدماتی جام جهانی فوتبال ۲۰۱۸ (آسیا) – مرحله سوم      |
| ۵     | ۱۵ نوامبر ۲۰۱۶ | ورزشگاه جام جهانی سئول، سئول، کره جنوبی  | کرهٔ جنوبی | ۰-۱    | ۲–۱   | مقدماتی جام جهانی فوتبال ۲۰۱۸ (آسیا) – مرحله سوم      |
| ۶     | ۶ سپتامبر ۲۰۱۸ | ورزشگاه ملی (ازبکستان), تاشکند، ازبکستان | سوریه     | ۰-۱    | ۱–۱   | بازی دوستانه                                          |
| ۷     | ۱۳ اکتبر ۲۰۱۳  | ورزشگاه ملی (ازبکستان), تاشکند، ازبکستان | کرهٔ شمالی | ۰-۱    | ۰–۲   | بازی دوستانه                                          |
| ۸     | ۱۳ اکتبر ۲۰۱۳  | ورزشگاه ملی (ازبکستان), تاشکند، ازبکستان | کرهٔ شمالی | ۰-۲    | ۰–۲   | بازی دوستانه                                          |
| ۹     | ۱۶ اکتبر ۲۰۱۸  | ورزشگاه ملی (ازبکستان), تاشکند، ازبکستان | قطر       | ۰-۲    | ۰–۲   | بازی دوستانه                                          |